# Личаківський район
Лича́ківський райо́н — один із районів Львівської міськради, що охоплює територію північно-східної частини міста Львова: Личаків, Великі Кривчиці, Лисиничі, Майорівку, Погулянку, Знесіння, Кайзервальд, Цетнерівку, Ялівець та місто Винники.
Личаків — місцевість Львова, що стала основою Личаківського району. Обмежена регіональним ландшафтним парком «Знесіння», вулицями Івана Франка та Левицького, Личаківським кладовищем.

## Назва
Назва району походить від назви його основної дільниці — Личаків. Є дві версії походження цього слова — від «личаки», які виготовляли місцеві мешканці та назви маєтку Лютченгоф-Личаків. Назва Личаків широко представлене у топоніміці району — його центральна вулиця називається Личаківська, окрім того тут знаходиться Личаківський цвинтар який розташовано поруч із Личаківським парком. Також на території району розташовано недіючу залізничну станцію Личаків. У радянські часи район називався Червоноармійським (ліквідований 13.06.1958, територію передано до складу Залізничного та Ленінського районів міста Львова) — сучасну назву йому присвоїли лише на початку 90-х років минулого століття.

## Населення
Кількість мешканців Личаківського району є стабільною і зазнає лише незначних коливань
| Рік          | Населення |
| ------------ | --------- |
| 2012 серпень | 102 639   |
| 2011 грудень | 102 790   |
| 2010 грудень | 102 560   |
| 2009 грудень | 102 639   |
| 2008 грудень | 102 219   |

У 2001 році у Личаківському районі проживало 94 482 особи. Національний склад району був таким:
| Національність | Частка, % |
| -------------- | --------- |
| українці       | 88,6      |
| росіяни        | 8,4       |
| поляки         | 0,9       |
| білоруси       | 0,4       |
| євреї          | 0,4       |
| вірмени        | 0,1       |
| інші           | 0,5       |
| не вказали     | 0,7       |

Розподіл населення Личаківського району за рідною мовою:
| Національність | Усього, осіб | Частка, % | Рідна мова           | Рідна мова           | Рідна мова | Рідна мова | Рідна мова | Рідна мова |
| Національність | Усього, осіб | Частка, % | своєї національності | своєї національності | українська | українська | російська  | російська  |
| Національність | Усього, осіб | Частка, % | осіб                 | %                    | осіб       | %          | осіб       | %          |
| -------------- | ------------ | --------- | -------------------- | -------------------- | ---------- | ---------- | ---------- | ---------- |
| українці       | 83 703       | 88,6      | 82 626               | 98,7                 | -          | -          | 1 045      | 1,3        |
| росіяни        | 7 911        | 8,4       | 7 071                | 89,4                 | 831        | 10,5       | -          | -          |
| поляки         | 901          | 0,9       | 461                  | 51,2                 | 371        | 41,2       | 67         | 7,4        |
| білоруси       | 369          | 0,4       | 80                   | 21,7                 | 111        | 30,1       | 177        | 48,0       |
| євреї          | 349          | 0,4       | 23                   | 6,6                  | 93         | 26,7       | 231        | 66,2       |
| вірмени        | 115          | 0,1       | 44                   | 38,3                 | 25         | 21,7       | 46         | 40,0       |
| татари         | 75           | 0,1       | 20                   | 26,7                 | 19         | 25,3       | 36         | 48,0       |
| німці          | 50           | 0,1       | 7                    | 14,0                 | 19         | 38,0       | 24         | 48,0       |
| інші           | 376          | 0,4       | 120                  | 31,9                 | 135        | 35,9       | 113        | 30,1       |
| не вказали     | 633          | 0,7       | -                    | -                    | 4          | 0,6        | 1          | 0,2        |

## Історія

### Перші поселення
Перші поселення на території Личаківського району археологи датують ІУ-ІІ століттям до нашої ери — на місці сучасного Знесіння тоді було Святовидове поле — язичницьке капище, цілком ймовірно, що тут було перше поселення на території Львова. Історик Людвік Зелінський, який у XIX ст. досліджував цю територію, у журналі «Львовянин» писав, що були

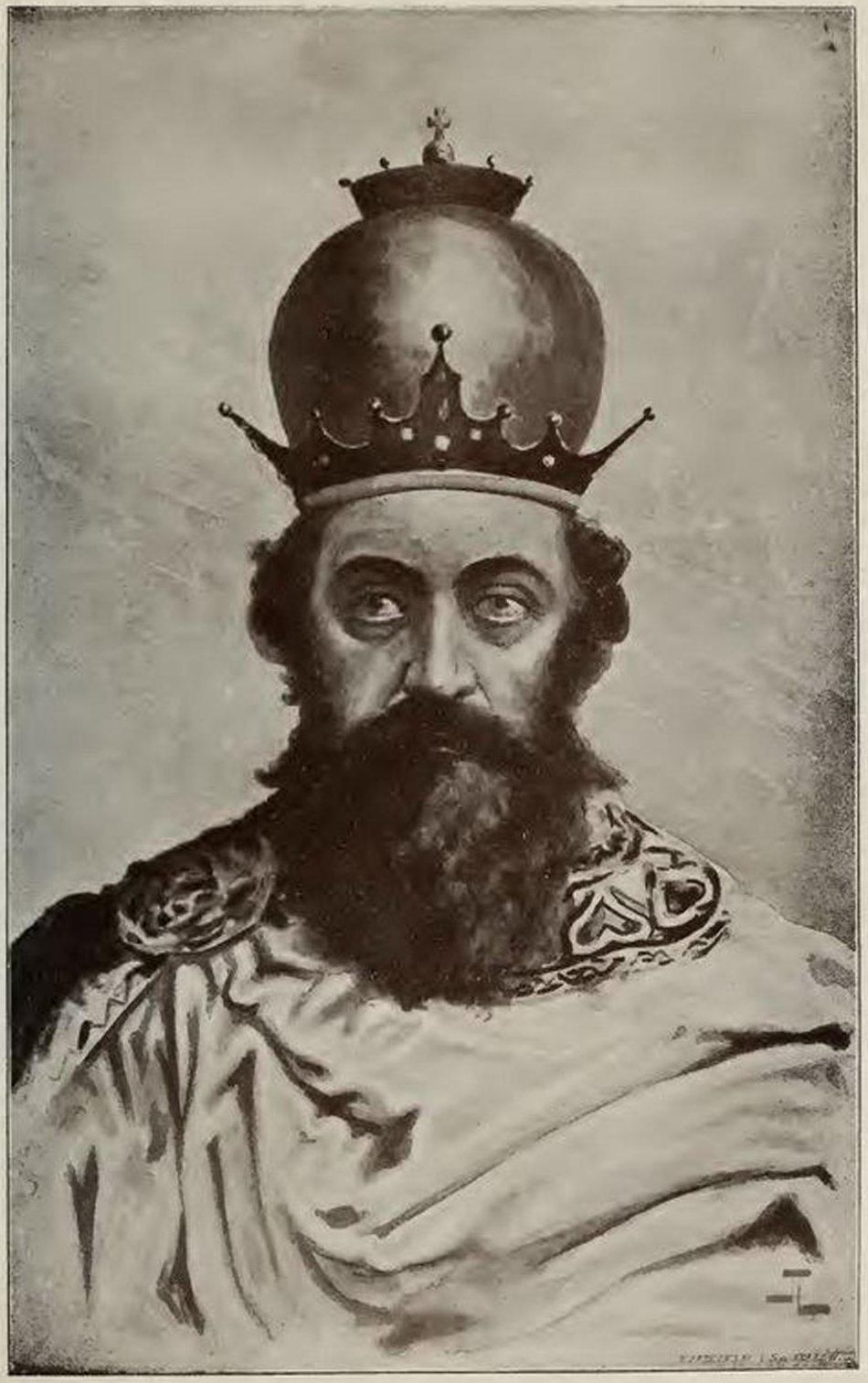
Король Данило Галицький, засновник Львова

руїни якогось поганського замку, датовані YIII ст., — коли у скелях робили оборонні споруди. Нещодавні археологічні розкопки, які на території Чотової скелі проводили фахівці Інституту українознавства ім. І. Крип"якевича НАН України, відкрили найдавніший мисливський табір-поселення на теренах сучасного Львова, знайшли рештки матеріальної культури часів короля Данила та його сина Лева. Історики Ісидор Шараневич та Іван Вагилевич вважали і дуже переконливо доводили, що саме на Знесінні було поселення, на базі якого Данило Романович заснував Львів. Так само старовинними є і найближчі околиці Львова — за переказами в XI-XIII столітті виникло село Лисиничі, ну а перша згадка про Винники датується 1368, за іншими даними 1352 роком.

### Середньовіччя
Середньовічний Львів займав відносно невелику площу навколо Замкової гори, тож коли у ХУ столітті було закладено село Личаків, то воно фактично виконувало роль передмістя. У 1666 році Винники отримали Магдебурзьке право.

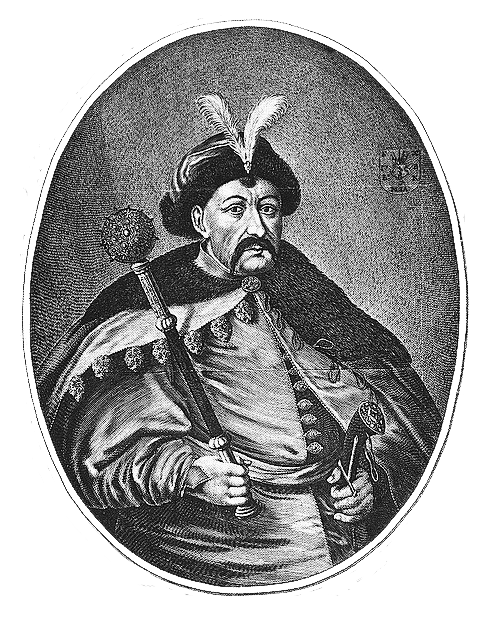
Гетьман України Богдан Хмельницький

У 1648 та 1655 році, в ході двох облог Львова військами гетьмана Богдана Хмельницького саме тут, поблизу Глинянського шляху розташовувався табір Хмельницького. Про це свідчить меморіальна таблиця на клубі села Лисиничі. Існує переказ, що з вершини Чортової скелі гетьман спостерігав за розташуванням табору між селами Лисиничі та Кривчиці, звідти й пішла назва урочища «Табори». Втім на цьому військова історія цієї дільниці не завершилась. У 1675 році тут відбулась битва за Львів між військом польського короля Яна Собєського та турецькою ордою. Хоча битва відбувалась 24 серпня перемогти полякам допомогло небо: спочатку розпочалась сильна злива, а потім пішов сніг. Татари сприйняли таку аномалію як пересторогу Аллаха і кинулися навтьоки з поля бою. В історичному музеї є картина, намальована невідомим художником, очевидно, сучасником цієї битви.

### Львівське передмістя
Тривалий час території сучасного Личаківського району мали статус передмість з численними маєтками заможних громадян. Зокрема у 18 столітті був створений маєток Лютценгоф, навколо якого жило село. Його мешканці займалися городництвом, млинарством (мололи зерно на крупи і борошно) і пекарством (звідси назви вулиць Пекарської, Мучної, Круп'ярської), чоловіки були візниками, а личаків'янки наймалися до львівських осель квасити капусту, чистити килими тощо. Також маєтком, який викупили німці Лонгшамп де Бер'є — їхнім гостем був цісар Австрійської імперії Франц Йозеф І. Власник ще одного маєтку — Цетнерівки — Ігнатій Центнер за допомогою французького архітектора П'єра Дені Ґібо заклав парк з екзотичними рослинами — він став основою сучасного ботанічного саду Львівського університету. Хоча сам Личаків став львівським передмістям у XIX столітті, однак це не заважало його мешканцям називати себе личаків'янами. У 1821 році ресторатор Ян Дісталь придбав Погулянку та висадив тут парк. А вже в середині XIX століття землі Погулянки перейшли у власність Яна Клейна, який збудував тут броварню — її пиво довший час вважалось найкращим у Львові.

### 1900-1930-ті роки

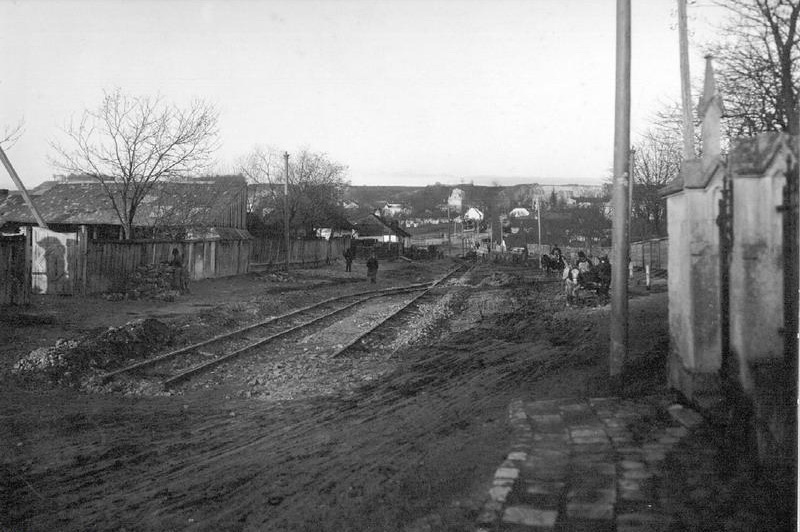
Прокладання трамвайної колії вулицею Мечникова

Більш інтенсивний розвиток східної частини Львова розпочався у 20 столітті — у 1907 році на Личаків пустили електричний трамвай, а вже наступного року через Великі Кривчиці проклали залізничну колію від Підзамче до Личаківського двірця. Однак здебільшого ця частина Львова мала розважально-рекреаційне та медичне значення для міста — тут розташовувались численні парки, зокрема протягом 1908–1914 років на Кайзервальді діяв перший в Україні луна-парк з численними атракціонами, тут знаходились численні медичні заклади. Однак у міжвоєнні роки Личаків став місцем престижної малоповерхової забудови, зокрема у 1930-х збудували за проектами Тадеуша Врубеля, Леопольда Карасінського, Максиміліана Кочура вісім десятків, переважно двоповерхових, вілл — «Професорську колонію», де поселили професорів Львівського університету. У 1930-х Майорівку придбав Андрей Шептицький й створив тут відпочинкову оселю для студентів Львівської греко-католицької семінарії та Богословської академії.

### Радянський період
У вересні 1939 року, скориставшись нападом Німеччини на Польщу радянські війська зайняли Галичину. За словами історика Миколи Литвина, у вересні 1939 року саме у Винниках відбулась «зустріч» німецьких та радянських військ — у центрі містечка між ними розгорівся кількагодинний бій із застосуванням танків. Цілком ймовірно, що це був перший неприкордонний бій між червоною та німецькою арміями в ході ІІ світової війни.
Втім невдовзі Львів таки увійшов до складу Радянської України, і один з перших кроків комуністичної влади — запровадження нового адміністративного поділу Львова. 10 січня 1940 року Політбюро ЦК КП(б)У обговорило, зокрема, створення міських районів у місті Львові — було вирішено утворити чотири райони, зокрема східна частина міста увійшла до Червоноармійського району Львова. Межі району не мінялись до тепер, за винятком того факту, що 26 вересня 1959 року до складу Червоноармійського району було включено місто Винники.
За радянської влади територія сучасного Личаківського району, за поодинокими винятками уникла індустріалізації — тут фактично немає великих підприємств, натомість район продовжив розвиток, як зона відпочинку та рекреації. Зокрема у 1966 році в частині Кайзервальду було створено музей народної архітектури та побуту «Шевченківський гай».

### У роки Незалежності

Патріарх УАПЦ Дмитро (Володимир) Ярема

19 серпня 1989 року настоятель церкви Петра і Павла, що на вулиці Личаківський Володимир Ярема проголосив про перехід його парафії до Української автокефальної православної церкви — це був перший храм в Україні, який перейшов в УАПЦ. Згодом, у 1993 році Володимир Ярема став Патріархом УАПЦ під іменем Дмитрій. У 2000 році його було поховано під стінами храму.
У 1992 році Верховна Рада України постановила перейменувати Червоноармійський район Львова на Личаківський.

## Основні вулиці та місцевості
Вулиця Личаківська, яка з'єднує центр міста із його східною околицею фактично є центральною віссю навколо якої розташований Личаківський район. Також до головних вулиць Личаківського району можна віднести Зелену, по якій проходить межа району а також Пасічну. Специфікою Личаківського району є те, що тут є багато невеликих вулиць з переважно малоповерховою забудовою довоєнного періоду. Радянська забудова сконцентрована в основному вздовж вулиці Пасічної та прилеглих до неї вулиць. Основні місцевості району здебільшого зберегли свої автентичні назви: Личаків, Великі Кривчиці, Лисиничі, Майорівку, Погулянку, Знесіння, Кайзервальд, Цетнерівку, Ялівець.

## Пам'ятники, пам'ятні місця
Личаківський район є одним з найпривабливіших у плані туристики районів міста, зокрема це пов'язано із значною кількістю різноманітних пам'ятників та пам'ятних місць. Головним з них поза сумнівом є музей-заповідник Личаківський цвинтар де поховані видатні діячі української польської, вірменської історії та культури. Одним з найвідоміших пам'ятників Личаківського цвинтаря є пам'ятник Великому Каменяреві на могилі Івана Франка — встановлений у 1933 році. Сюжет пам'ятника роботи скульптора С. Литвиненка пов'язаний з відомою поемою «Каменярі».
На території Личаківського парку встановлено один з найстаріших львівських пам'ятників — учаснику повстання 1794 року Костюшка Бартошу Гловацькому. Пам'ятник було відкрито у 1905 році, його авторамми є скульптори Юліан Марковський та Григорій Кузневич. На території Личаківського району знаходиться відразу два пам'ятники Тарасові Шевченкові. Перший з них — невеличкий бюстик геніального поета у 1960-х роках минулого століття був встановлений на подвір'ї школи на вулиці Личаківській, 171. Другий розташовано біля входу у «Шевченківський гай». Також з пам'ятників радянського періоду зберігся і вартий уваги Подвигу медиків у Другій світовій війні, він ще носить назву «Серце Данко», який встановлено біля головного корпусу Львівського медуніверситету на вулиці Пекарській. Втім недалеко від нього, на вулиці Чернігівській,7 перед головним корпусом Львівської обласної клінічної лікарні у 2000-му році було встановлено пам'ятнк видатному галицькому медику Мар'янові Панчишину. На фасаді Російського культурного центру, який знаходиться за адресою вулиця Короленка 1-а розміщено бюст Олександра Пушкіна, автором якого є скульптор Олег Дергачов. Щоправда це вже третій варіант скульптури, яку було виготовлено у 2009 році — дві перші скульптури 2005 та 2007 років були знищені невідомими. Прикрасою скверу, який розташований між вулицями Просвіти та Лисенка є відкритий у 1993 році з нагоди ювілею товариства «Просвіта» пам'ятний знак авторами якого є скульптор — Василь Ярич, архітектор — Микола Обідняк.

Пам'ятник Чорноволу

 У парку «На Валах» перед будинком Львівської обласної ради розташований пам'ятник найвидатнішому львівському політику часів незалежності, дисидентові та першому голові Львівської обласної ради В'ячеславові Чорноволу. Скульптором пам'ятника є Іван Самотос а архітектором Василь Каменщик.
На території Личаківського району розташовано також декілька військових меморіалів, які входять в комплекс Личаківського цвинтаря: Монумент українцям, які загинули в ході боїв за Львів у 1918 році а також полякам, які загинули у ході польсько-української війни 1918–1919 рр., Пагорб слави, де поховані російські вояки, які загинули під час І світової війни та радянські, які загинули у роки ІІ Світової війни. Окрім того радянські воїни та вояки НКВД, які загинули у ході боїв з загонами ОУН-УПА поховані на Марсовому полі Личаківського цвинтаря. На території музею-заповідника є поле почесних поховань, де хоронять видатних діячів, колишніх політв'язнів тюрем НКВД.

## Культура

### Батяри
Личаківський район був одним з осередків, де наприкінці XIX століття виникла специфічна львівська субкультура — батяри. Зокрема батярські ватаги гуртувались на Личакові та Погулянці. Батярська культура розквітла у міжвоєнний період, сформувавши оригінальний імідж Львова. Водночас у численних батярських піснях неодноразово згадується Личаків, як місце батярських розваг.

## Культові споруди

### УГКЦ
Одним з наймолодших храмів Львова є церква Благовіщення Пресвятої Богородиці УГКЦ, яка розташована на вулиці Пасічній, 83 — її було споруджено у роки незалежності України. 25 грудня 2011 року владика Ігор (Возьняк) освятив іконостас храму. Іконостас створено у стилі українського бароко за копією відомого Богородчанського іконостасу, який створив у 17 ст. ієромонах Йов Кондзелевич.

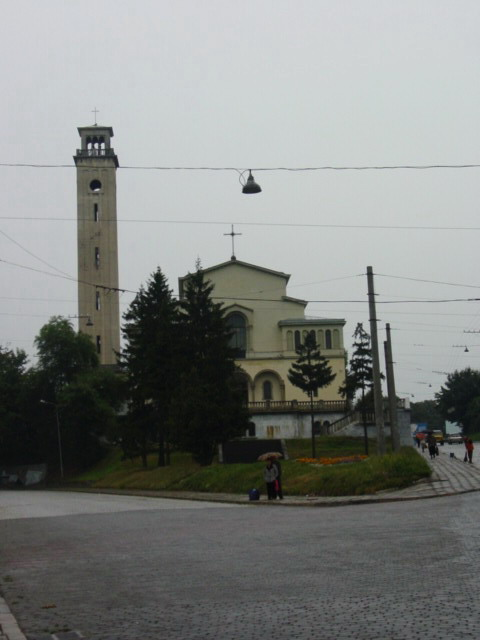
Церква Покрови Пресвятої Богородиці

Розташований за адресою вулиця Личаківська, 175 храм Покрови пресвятої Богородиці був закладений у 1927–1934 рр. як римо-католицький Костел матері Божої Остробрамської. Він був збудований під керівництвом архітекторів Тадея Обмінського та Вавжинця Дайчака за проєктом Адольфа Шишко-Богуша. Повністю храм було завершено у 1938 році і він належав до провінції отців-салезіян.
Під час ІІ Світової війни храм зазнав ушкоджень — 19 жовтня 1939 року його обстріляли радянські війська, а 27 червня 1941 року в нього влучила німецька бомба. Після завершення ІІ Світової війни храм було закрито, хоча отці-салезіяни встигли вивезти костельне майно до Кракова. Тривалий час храм використовувався як книжковий склад. У 1992 році храм було освячено як греко-католицьку церкву Покрови Пресвятої Богородиці, ним знову опікуються отці-салезіяни, однак тепер вже — східного обряду. Нове оздоблення храму спроектував професор Львівської академії мистецтв Роман Василюк. Разом із В. Качалубою і А. Величком він також виконав ікони до іконостасу. Особливістю цього храму є незвична для архітекттур Львова дзвіниця заввишки до 60 метрів, збудована на зразок флорентійських кампаніл.
Греко-католицька церква святого пророка Іллі, що у Кривчицях розташована на місці, де у дохристиянські часи було капище Перуна, його культ переріс у пошанування святого Іллі, гуркіт колісниці якого ототожнюється з громом.
За даними розкопок, які на початку 1990-х років провів тут львівський археолог Микола Бандрівський перший храм тут міг бути збудований у XIII-XIV столітті, ймовірно між 1300–1320-м роками. Згодом на цьому місці було декілька дерев'яних церков. Сучасна церква збудована на місці первісної дерев'яної церкви, зведеної ще у 1698 році. Наприкінці XIX століття було реконструйовано вже муровану церкву. Поруч із храмом знаходиться поховання січових стрільців.
На Новому Знесінню розташована церква Пресвятої Богородиці — Володарки України. Її було закладено ще у 1925 році отцями селатинами, однак перших руйнувань вона зазнала під час ІІ світової війни, коли німці бомбили Львів — внаслідок авіанальоту загинуло два священика. Після війни її перетворили на хімбазу, і лише у 1991 році приміщення повернули церкві. 22 грудня 2000 року храм було заново освячено, хоча ремонтні роботи ще деякий час тривали. Унікальність цієї церкви полягає в тому, що це найменша греко-католицька парафія Львова, водночас сама церква розрахована на 3 тисячі чоловік.
Церква Вознесіння Господнього, яка розташована на старому Знесінні розташована на місці старої дерев'яної церкви початку XVII століття. Оскільки вже у середині XIX століття старий храм перебував у поганому стані, то з'явились плани збудувати новий храм, однак зреалізувати їх вдалось лише у 1897–1901 рр. Висота храму — 31 метр. Збудований він із цегли яка ззовні оббита дрібнозернистом пісковиком із села Демня Миколаївського району.
На території Личаківського району знаходиться музей-заповідник «Шевченківський гай» у якому містять зразки народної архітектури Західної України, в тому числі дерев'яних церков. Дві з них є не лише музейними експонатами, а й використовуються за прямим призначенням — у них відправляються Служби Божі.
Зокрема храм Премудрості Божої має майже 250-річну історію — її було збудовано у 1763 році у селі Кривки Турківського району, а до скансену вона потрапила стараннями митрополита Андрея Шептицького у липні 1930 року, а вже 7 липня 1931 року освячена отцями студитами під назвою святого Миколая. Однак у 1966 році вона стала першим експонатом новоствореного музею «Шевченківський гай». У 1990 році отці студити відновили у ній Богослужіння, однак храм тепер отримав назву Премудрості Божої.
Другою діючою церквою на території музею є лемківська церква святих Володимира і Ольги, яка була відтворена з нового матеріалу у 1992 році за зразком храму 1831 року із села Котань (кол. Красненьське воєводство, Польща).

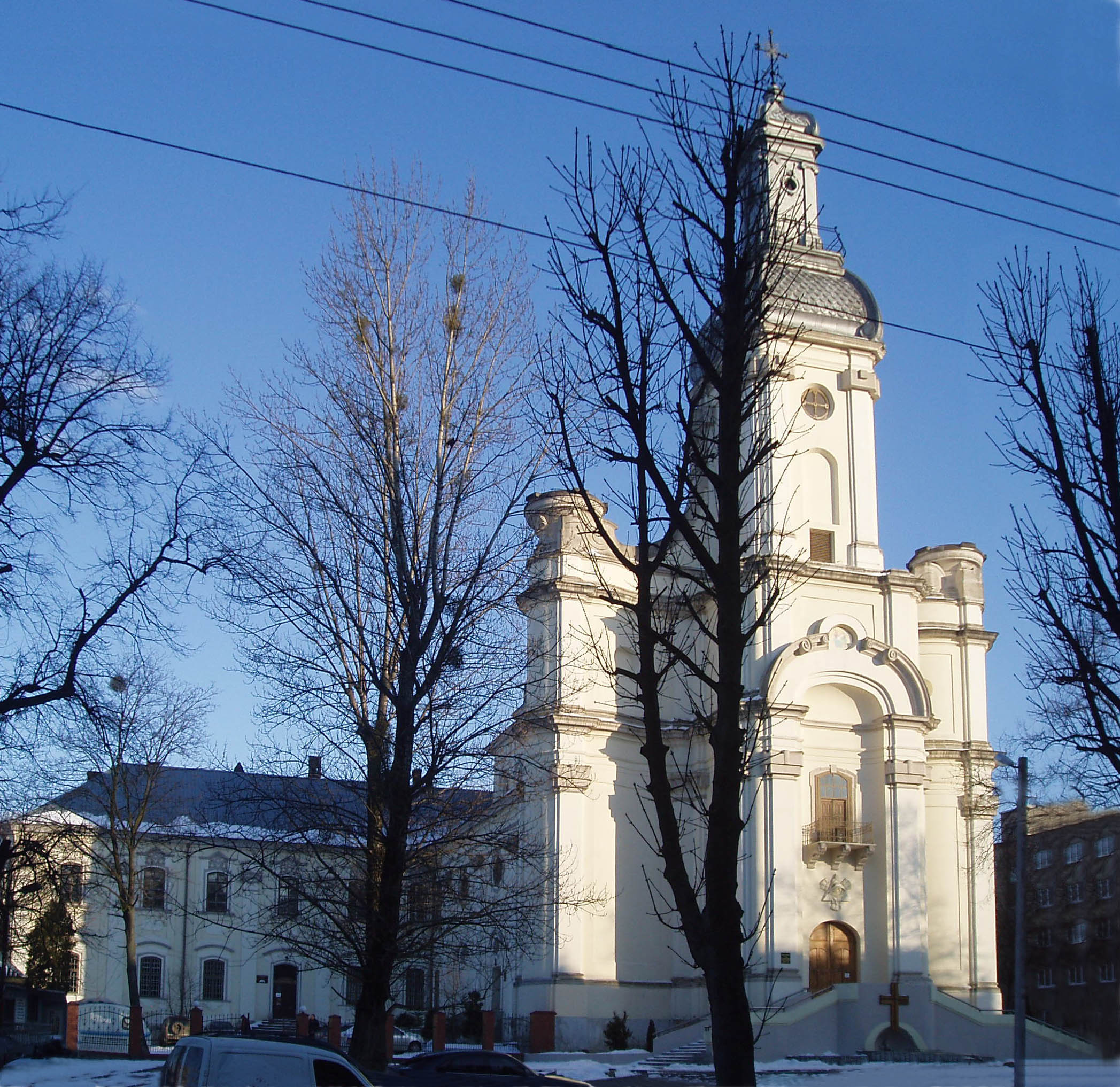
Церква святої Трійці на вулиці Тершаковців

На вулиці Тершаковців, 11 розташований греко-католицький храм Пресвятої трійці. У минулому це римо-католицький храм та монастир жіночого Ордену сакраменток, будівництво дерев'яного костелу на цьому місці розпочалось у 1718 році, а сучасний храм закладено у 1743 році під керівництвом Б. Меретина. Будівництво нового костелу за проектом А. Мінасевича завершилося в 1904 р. Костел був збудований в необароковому стилі. Після завершення ІІ Світової війни черниці покинули монастир і тривалий час храм стояв зачиненим. Лише в грудні 1995 року його було заново освячено як греко-католицький храм Пресвятої Трійці.
На вулиці Вахнянина, 39 знаходиться парафія Матері Божої Неустанної Помочі, яка має статус студентського храму. Цей храм належить до провінції салезіянського центру Святого Івана Боско, а настоятелем храму є отець Олег Федоренко.
На території Личаківського району є чимало медичних та харитативних установ, відповідно у їх приміщеннях розташовані церковні каплиці. Зокрема у приміщенні обласної дитячої лікарні Охматдит на вулиці Лисенка, 45 знаходиться каплиця Святих Безсрібників Косми і Дам'яна, а у будинку перестарілих на вулиці Медової Печери, 71 каплиця Покрови Пресвятої Богородиці.
На вулиці Ялівець, 15 знаходиться монастир згромадження сестер Пресвятої Родини УГКЦ.

### УПЦ КП
Храм Святого Івана Золотоустого на вулиці Лисенка, 43 належить до юрисдикції УПЦ КП та розташований у приміщенні колишнього костелу Серця Ісусового — мурованої будівлі з цегли двох кольорів (червоної і жовтої) в неороманському стилі з елементами неоготики і вдало поєднаними стильовими ознаками й архітектурними формами багатьох напрямків та історичних епох. Храм було закладено у 1877 році і розташований на пагорбі, який отримав назву Святої гори. Будівництво храму завершилось у 1889 році. Після завершення ІІ світової війни тут були розташоване відділення обласної інфекційної лікарні. І лише у 1991 році храм перейшов у власність Церкви — спочатку УАПЦ, а потім — УПЦ КП. Поруч з храмом розташовано навчальний корпус Львівської духовної семінарії а також діє чоловічий монастир.
На території Личаківського району знаходиться ще декілька храмів, які належать до Львівського благочинія УПЦ КП. А саме: на вулиці Тракт Глинянський розташовано Храм Святого апостола і Євангеліста Луки, на вулиці Пекарській, 52 храм Різдва Чесного Славного Пророка, Предтечі та Хрестителя Господнього Іоана, на вулиці Січинського, 30 — храм Святого Пророка Іллі.

### УАПЦ
Біля перетину нинішніх вулиць Богданівської та Кривчицька Дорога збудували у 1930-х в «історичному стилі» костел Воздвиження Святого Хреста з високою вежею. За радянських часів костел перетворено на склад, а в 1990 р. храм передали громаді УАПЦ, яка перебудувала вежу, замінивши «готичний» шпиль на цибулясту баню. Тепер тут Церква Різдва Пресвятої Богородиці.

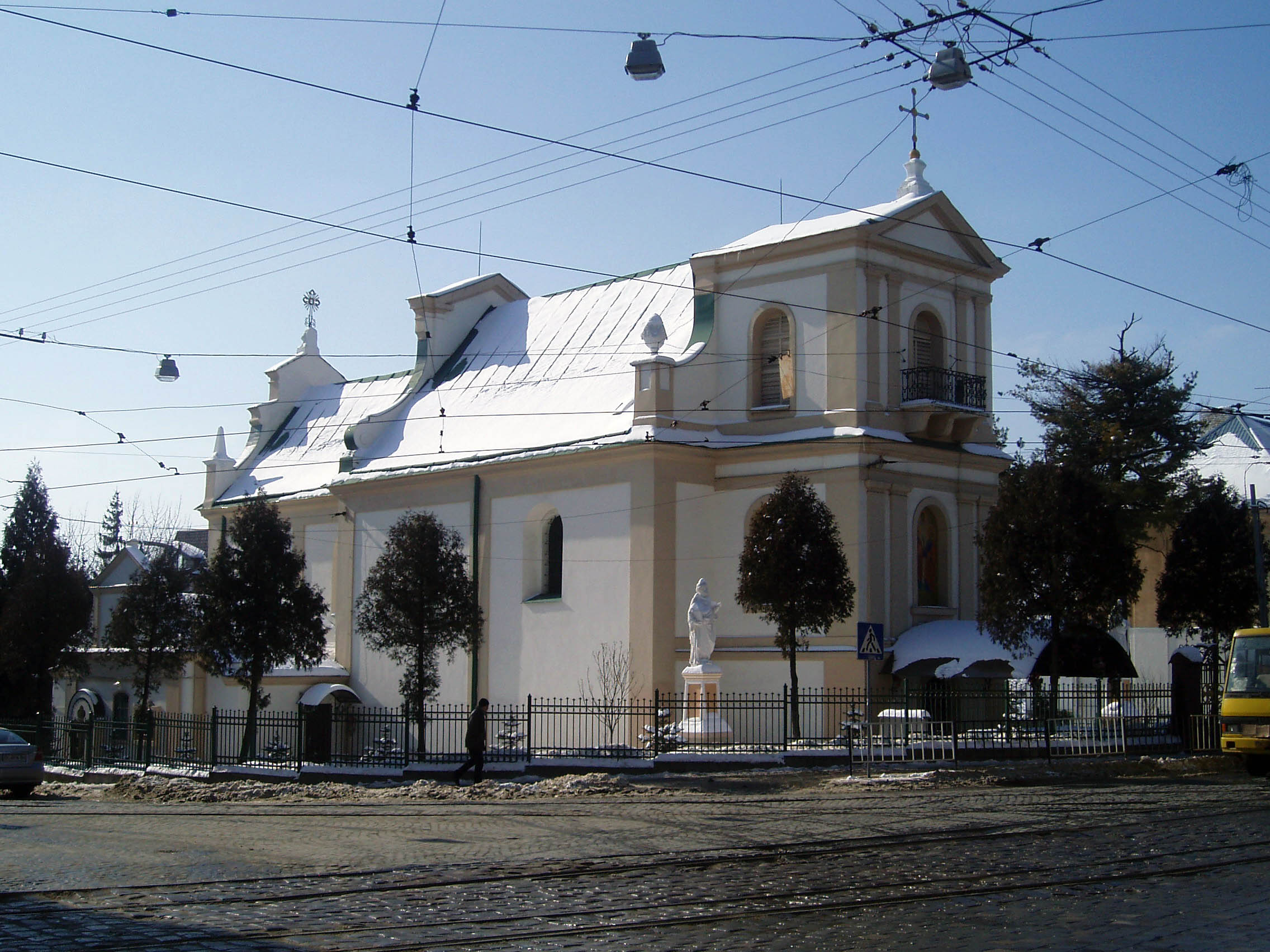
Церква Петра і Павла на вулиці Личаківській

Найвідомішою церквою, яка належить до юрисдикції УАПЦ поза сумнівом є церква Петра і Павла на вулиці Личаківській. Вона була збудована у 1668 році як римо-католицький костел святих Петра і Павла. У 1784 (1786) році перейшла до уніатів. 19 серпня 1989 року настоятель церкви Володимир Ярема (1915–2000) оголосив про перехід до Української автокефальної православної церкви. Таким чином вона стала першою церквою в Україні яка перейшла в УАПЦ. У 1993 році він став патріархом УАПЦ, прийнявши ім'я Димитрія. У 2000 році похований у дворі храму. Неподалік від церкви Петра і Павла, на Личаківській, № 91 з 1990-х знаходиться Єпархіальне управління УАПЦ.
Церква Преображення Господнього — храм Української автокефальної православної церкви у Львові, у місцевості Нове Знесіння був закладений як каплиця у 30-х роках 20 століття. У 1990–1995 рр. тут збудовано новий однобанний храм.
На вулиці Харківській, 17 знаходиться один з наймолодших храмів Львова — Холмської Ікони Матері Божої. При храмі діють Братство св. Андрія Первозванного, благодійний фонд Патріарха Димитрія, дяківська школа.

### УПЦ МП
На вулиці Короленка знаходиться кафедральний храм Львівської єпархії УПЦ МП — церква святого Георгія Змієборця. Сам храм збудовано у 1901 році у неовізантійському, або візантійсько-романському стилі. Гергіївська церква збудована із червоної цегли та білого тесаного каменю. Вона має п'ять куполів візантійської форми. Поряд із храмом зберігся церковний будинок (виконаний у тому ж стилі із тих же матеріалів). Церква та будинок складають архітектурний ансамбль, який дехто вважає одним з найкращих у культовій архітектурі України початку 20 століття.
Храм має розкішне внутрішнє оздоблення виконане віденськими та львівськими майстрами. Це єдиний довоєнний храм Львова який будувався як православний, хоча з 1848 року львівські православні належали до юрисдикції буковинської єпархії Румунської православної церкви. Окрім того це єдиний храм Львова богослужіння в якому ведеться російською мовою[джерело?].

### РКЦ
Римо-католицька церква на території Личаківського району Львова представлена пам'яткою барокової архітектури костелом святого Антонія Падуанського який розташований на вулиці Личаківській, 49а. Дерев'яний костел на цій ділянці було закладено на початку 17 століття однак восени 1648 року він згорів під час облоги Львова військами Богдана Хмельницького. Тож у 1669 році розпочалось будівництво нового храму з тесаного каменю. Храм освячено у 1739 році. У радянські часи це був один з двох діючих римо-католицьких храмів Львова. Після проголошення незалежності до храму повернулись францисканці, а 14 квітня 1995 року офіційно передано під їхню опіку.

### Протестанти
На початку вулиці Зеленої знаходиться один з найстаріших протестантських храмів Львова, який носить історичну назву святої Урсули. Дерев'яний храм тут було збудовано монахами-домініканцями у 1678 році. У 1878 році будівлю передали громаді лютеран. В інтер'єрі храму є багато написів німецькою мовою, адже він обслуговував німецьку громаду Львова, яка компактно жила навколо нього. Після ІІ світової війни храм було закрито і лише у 1997 році після перебудови та реставрації храм передали протестантам.

## Цвинтарі

### Личаківський цвинтар

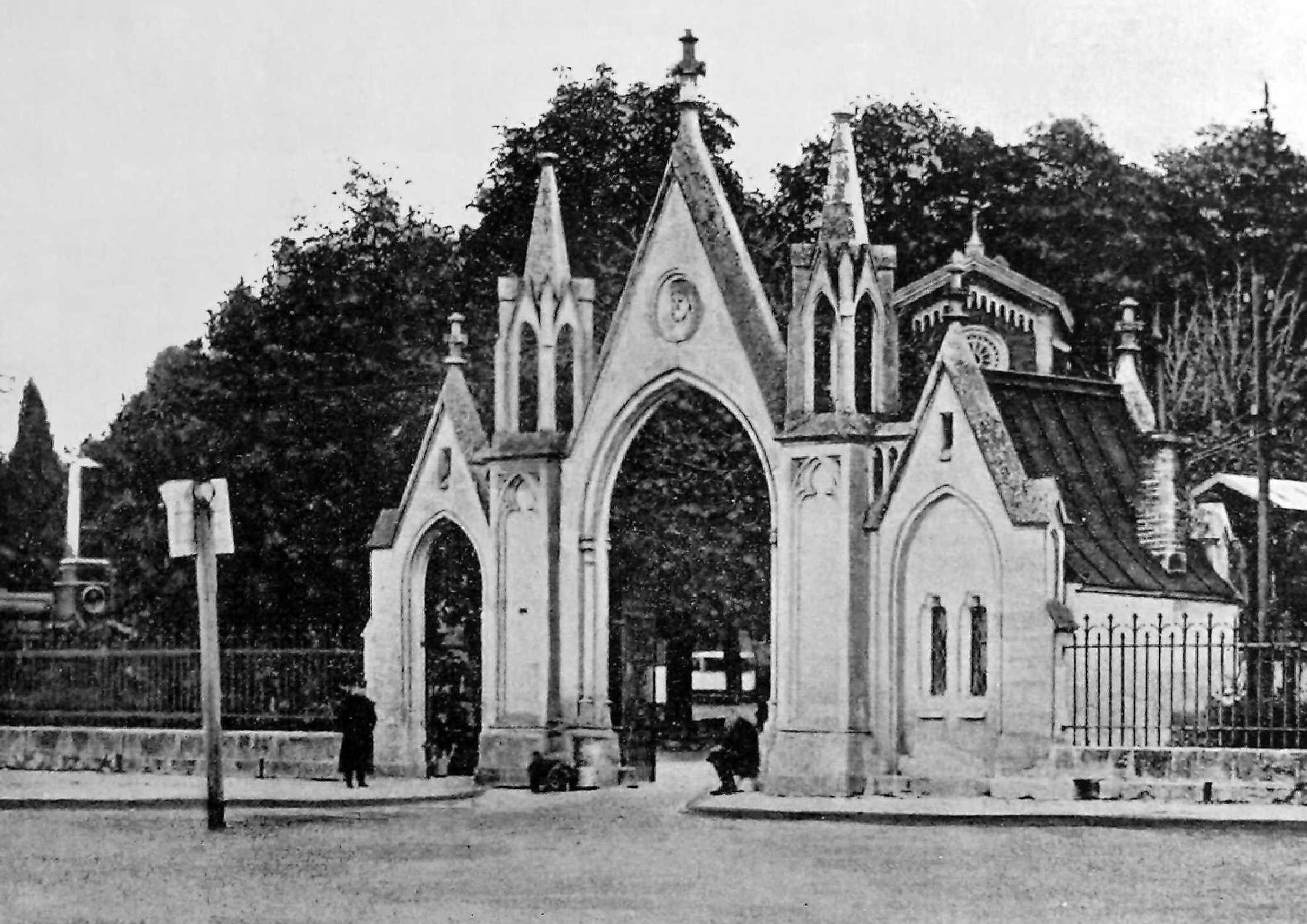
Головні ворота Личаківського цвинтаря. Фото близько 1900 р

На території Личаківського району розташовано найвідоміший цвинтар міста — Личаківський. Він має статус музею-заповідника, з цієї причини на ньому заборонені нові поховання, окрім виняткових випадків. Загалом цвинтар займає 40 гектарів, усього на ньому є понад 300 тисяч поховань, споруджено понад 2000 гробівців, 500 скульптур та рельєфів. Цвинтар є одним з основних туристичних об'єктів Львова. Його засновано у 1786 році, однак з часом він перетворився на найпрестижніший некрополь міста. Авторами скульптур та каплиць, які є на Личакові є такі відомі скульптори як Гартман Вітвер, Антон і Йоган Шимзери, Павло Евтельє. У XX-XXI столітті авторами цвинтарних скульптур були такі відомі майстри, як Євген Дзиндра, Теодозія Бриж, Лука Біганич, Петро Дзиндра, Микола Посікіра та інші. Личаків є одним з найбільших українських некрополів, де поховані такі видатні діячі української та польської історії та культури як Іван Франко, Маркіян Шашкевич, Марія Конопницька, Іван Левинський, Соломія Крушельницька, Володимир Івасюк, Сергій Кузьмінський та інші.

### Військові меморіали та поховання
На території Личаківського району є ряд великих військових поховань та цвинтарів, які організаційно здебільшого входять до складу музею-заповідника «Личаківський цвинтар». Найдавнішим з них є поховання учасників польського повстання 1830—1831 рр — усього збереглося 146 таких могил. У радянський час частину поховань знищено, натомість влаштовано поховання радянських діячів. На цвинтарі також поховано близько 230 учасників повстання 1863–1864 років. У 1922–1939 рр. на прилеглій території, яка нині у складі цвинтаря, створено пантеон польських військових, учасників польсько-української війни 1918—1919 років. Поруч, на полі № 78 у роки незалежності збудовано меморіал воїнам Української галицької армії.
На полі № 82 знаходилось поховання австрійських, російських та українських солдатів часів I світової війни. У 1946–1947 роках могили було знищено, а пізніше на цьому місці влаштовано поховання працівників НКВС.
До складу Личаківського цвинтаря входить розташований на вулиці Пасічній Пагорб Слави — меморіал на честь воїнів, що загинули в роки Першої світової війни (у 1914–1915 роках) в Галичині, і на честь радянських воїнів, що брали участь у боях за Львів з німецькими військами у 1944 році під час радянсько-німецької війни. Найвідомішим похованням Пагорбу Слави є могила-пам'ятник радянського розвідника і диверсанта Миколи Кузнєцова, яку часто плюндрують.

### Цвинтар наЗнесінні
Знесінський цвинтар виник у середині XIX століття на території Кайзервальду при вулиці Заклинських. Він лежить у яру, розтащований між двома схилами. Цвинтар належить до історико-меморіальних поховань Галичини, які заслуговують на особливу увагу. На цвинтарі є єдина збережена у Львові могила вояків УГА, які полягли на Знесінні у грудні 1918 року. Також на цвинтарі є поховання в'язнів Талергофу. Зараз цвинтар має статус закритого і нові поховання на ньому не проводяться.

## Театри,кінотеатри,народні доми, Палаци культури
На вулиці Личаківський знаходиться єдиний у цьому районі кінотеатр імені Миколайчука, однак в даний момент він не використовується, а депутати не можуть визначити його подальшу долю — пропозиції взяти його приміщення в оренду висловлювала співачка Руслана та дизайнер Оксана Караванська, однак міська рада відмовила їм у праві оренди.

## Стадіони
На вулиці Марка Черемшини, 17 знаходиться найстаріший з існуючих у місті стадіонів — «Скіф», який належить Львівському державному університету фізичної культури. Стадіон було споруджено ще у 1897 році.

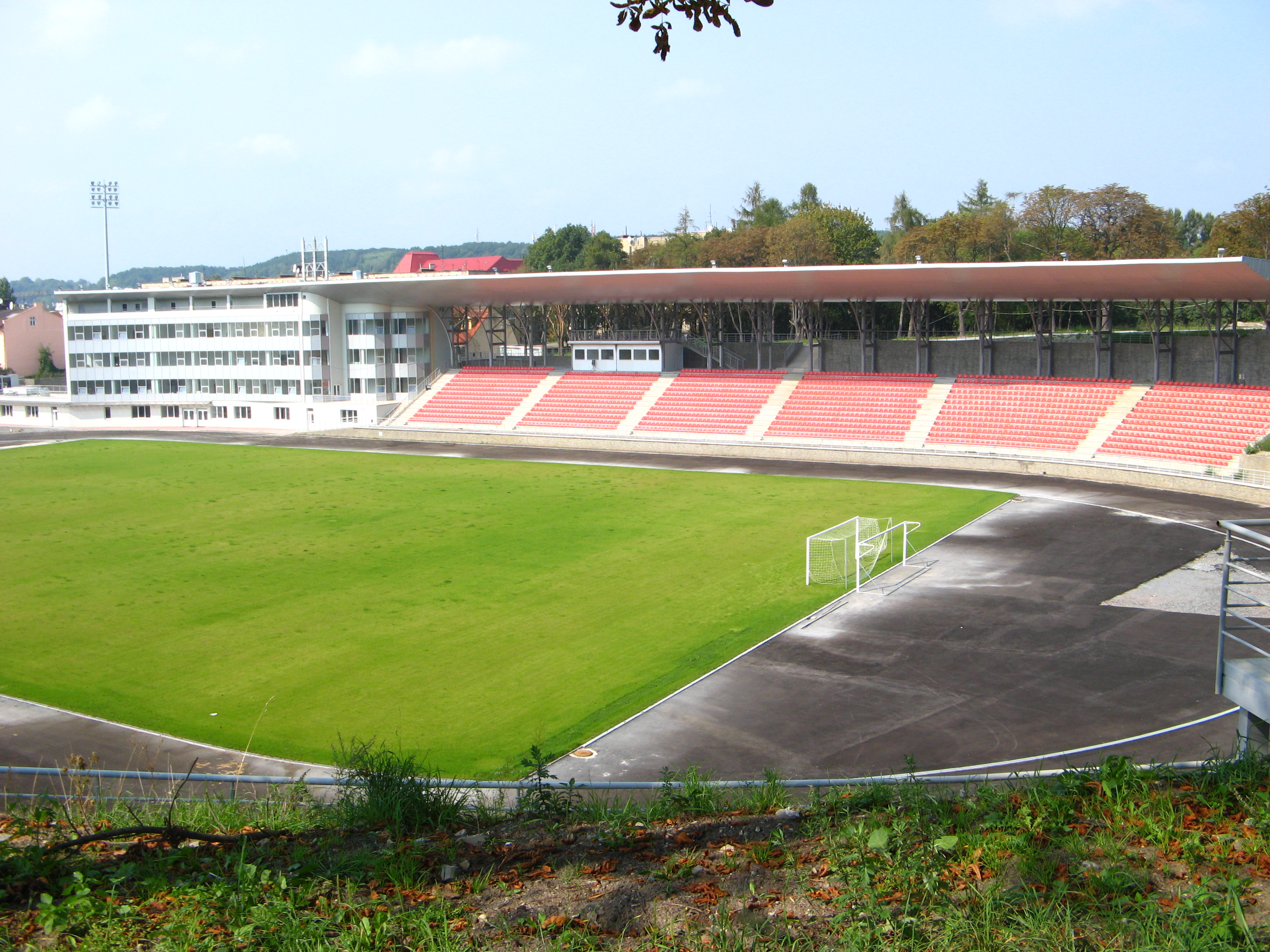
Стадіон СКІФ (Львів, вересень 2012)

Автором проекту були Іван Левинський та Едгар Ковач, а його трибуни були розраховані на 30 000 глядачів. Це була домашня арена футбольних команд «Лехія» (Львів) та «Drugi Sokół» (пол. Другий Сокіл). Після ІІ світової війни він став легкоатлетичною базою для тренування студентів Львівського інституту фізкультури. У рамках підготовки до Євро-2012 розпочалась реконструкція стадіону як тренувальної бази з подальшим використання у навчальному процесі Львівським університетом фізичної культури. Зараз стадіон розраховано на 3400 глядачів. На стадіоні обладнано 8 легкоатлетичних доріжок та одну додаткову для марафонського бігу.
Окрім «Скіфу» на території Личаківського району є ще кілька стадіонів. На Погулянці знаходяться «Трудові резерви», який є домашнім стадіоном для клубу «Погоня» в чемпіонаті області а також дитячих команд ФК «Львів». Так само на Погулянці знаходиться домашній стадіон СДЮШОР-4 «Школяр». Недалеко від «Скіфу» розташований стадіон Львівського національного університету імені Івана Франка. Власний стадіон має і місто Винники — «Рух» імені Богдана Маркевича.

## Навчальні заклади

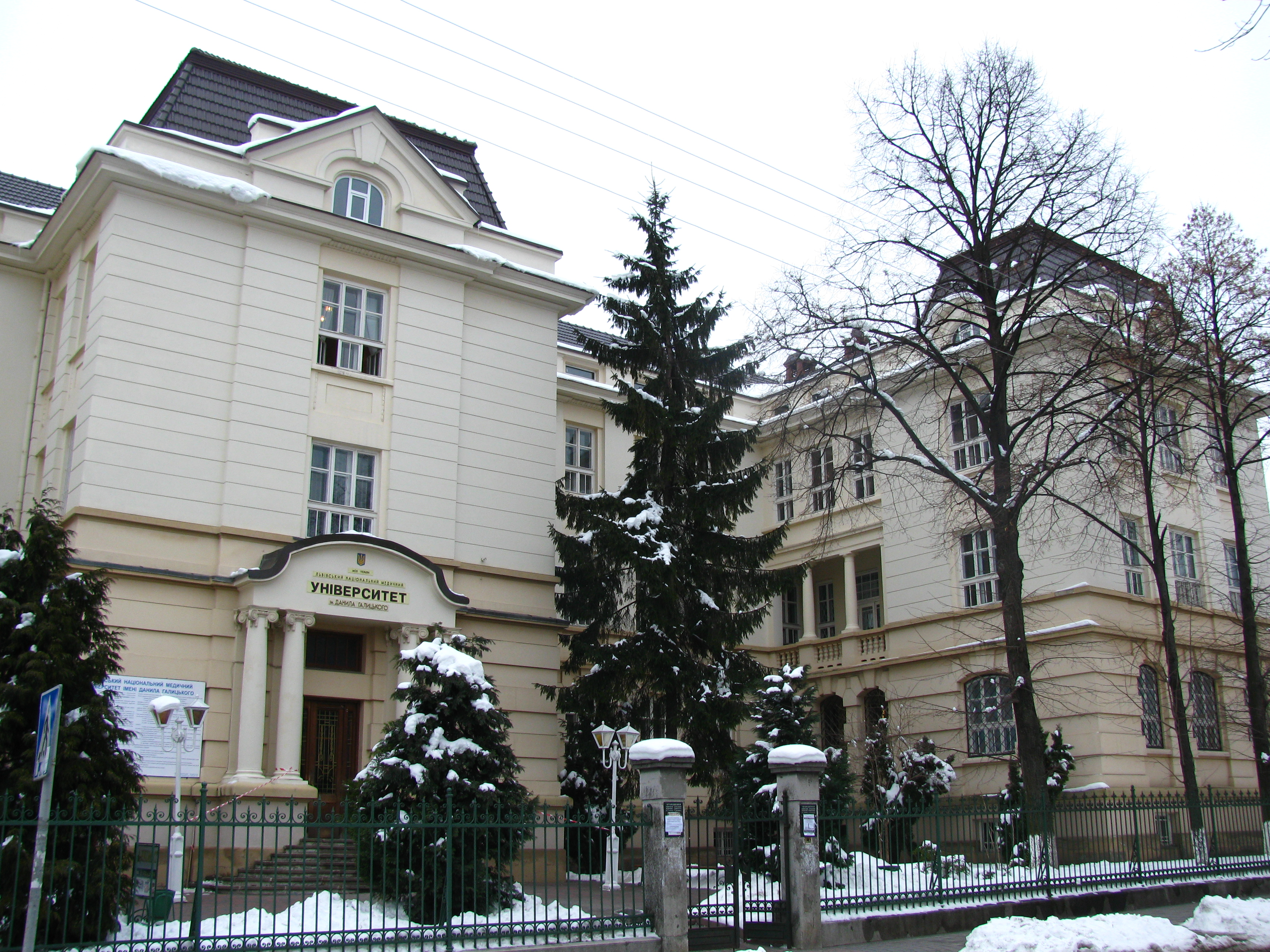
Головний корпус Львівського національного медичного університету імені Данила Галицького

У Личаківському районі розташовано чимало вищих навчальних закладів міста Львова, зокрема медичного профілю.
Передусім йдеться про Львівський національний медичний університет імені Данила Галицького який було засновано у 1784 році як факультет Львівського університету, а від 1939 року він став окремим навчальним закладом. Зараз у ньому навчається понад 5000 студентів, працює 124 доктори наук та 108 професорів.
Львівський національний університет ветеринарної медицини та біотехнологій імені Степана Гжицького заснований у 1881 році, зараз у ньому навчається близько 6000 студентів денної і заочної форм навчання, ведеться підготовка магістрів за п'ятьма спеціальностями, працює чотири факультети стаціонарної форми навчання, факультет доуніверситетської освіти і підготовки молодших спеціалістів, факультет заочної освіти та інститут післядипломної освіти і перепідготовки кадрів АПК. В університеті працюють факультети ветеринарної медицини, біолого-технологічний, харчових технологій, економіки та менеджменту, доуніверситетської освіти та підготовки молодших спеціалістів, заочної освіти.
Львівська комерційна академія, головний корпус якої розташовано на вулиці Туган-Барановського є найстарішим торговельно-економічним ВНЗ України. Вона була створена 7 листопада 1817 року. У радянські часи носила назву Львівського торговельно-економічного інституту. Зараз у складі академії функціонують 2 інститути, 5 факультетів, 29 кафедр, аспірантура, центри ділової англійської та французької мови, бізнес-центр, комп'ютерний центр, підготовче відділення, агентство працевлаштування, оздоровчо-спортивний табір у Карпатах. Академія посідає сучасну навчальну базу і висококваліфікований науково-педагогічний персонал. На денній, заочній формах навчання, екстерном академія готує бакалаврів, спеціалістів і магістрів з 12 спеціальностей.
На вулиці Винниченка, 30 знаходиться Прикарпатський інститут імені Грушевського Міжрегіональної академії управління персоналом.
Окрім того в районі є декілька вищих навчальних закладів І-ІІ рівня акредитації: Львівський державний техніко-економічний коледж, Львівський будівельний технікум, Поліграфічний технікум Української академії друкарства, Львівський автомобільно-дорожній технікум, Львівське педагогічне училище.
На вулиці Пасічній знаходиться Львівський державний ліцей з посиленою військово-фізичною підготовкою імені Героїв Крут. Ліцеїсти отримують середню освіту та військові знання і навички, необхідних для успішного навчання у ВНЗ МОУ та інших силових структурах.
На Погулянці знаходиться найбільший центр позашкільної освіти Західної України — Центр творчості дітей та юнацтва Галичини. Його було створено у 1939 році як обласний Палац піонерів. Сучасне приміщення було збудовано у 1984 році, його загальна площа 14,5 тисяч м². Тут працює ряд колективів, які мають звання народного, вихованці Центру гідно представляють Львів на міжнародній арені.

## Медицина
Личаківський район є провідним у медичній галузі міста — тут є більша частина медичних закладів Львова, як обласного та міського підпорядкування, так і відомчих лікарень. Не випадково саме в цьому районі міста розташовано і Львівський Державний медичний університет. Також на території району розташовано різноманітні допоміжні та управлінські медичні структури, зокрема на вулиці Конопницької знаходиться Головне управління охорони здоров'я Львівської ОДА.

### Обласні медичні заклади
Львівська обласна інфекційна клінічна лікарня знаходиться на вулиці Пекарській, 54, вона була заснована 16 грудня 1910 року, коли Галицьким сеймом було прийнято рішення про побудову краєвої інфекційної лікарні на 100 ліжок у місті Львові. Зараз лікарня розрахована на 410 ліжок, з них 140 — дитячі. Вона є центром надання спеціалізованої медичної допомоги інфекційним хворим міста Львова та області.
Одним з найстаріших та найбільших медичних закладів Західної України є Львівська обласна клінічна лікарня — багатопрофільна лікарня третього рівня, що надає спеціалізовану та високоспеціалізовану медичну допомогу населенню [[Львівська

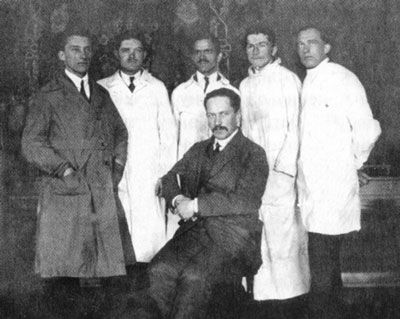
Мар'ян Панчишин (у центрі) з колегами

область|Львівської області]], інших областей України та іноземним громадянам. До функцій ЛОКЛ входить також надання методичної та планово-консультативної допомоги лікувально-профілактичним установам Львівської області, проведення науково-практичної діяльності. Історія лікарні налічує більш як 225 років, відколи 1783 року у приміщення Колегії Піярів був перенесений шпиталь отців Боніфратрів, який до цього розміщувався у костелі св. Лаврентія по вулиці Личаківській. Через рік шпиталь почав функціонувати як світський заклад — Загальний шпиталь, — де лікували хворих, породіль та божевільних.
За час функціонування Загального шпиталю у ньому працювали видатні, знані не лише на теренах Галичини, але й у Європі, лікарі та професори: Ярослав Воєвідка, Франц Бабель де Фронсберґ, Ігнацій Гавранек, Антоній Славіковскі, Ґжеґош Зємбіцкі, Зенон Лєнько, Броніслав Сабат, Адам Чіжевіч, Алєксандер Домашевіч, Вінсент Арнольд, Адам Соловій, Степан Барвінський, Михайло Дубовий, Іван Довбуш, Людвіг Рідігер, Емануель Махек, Тадеуш Островський, Антоній Юраш, Маріян Панчишин, Георгій Караванов, Михайло Даниленко, Григорій Івашкевич, Дмитро Бабляк, Михайло Лоба, Роман Бариляк та багато інших.
Ліжковий фонд лікарні становить 1110 ліжок, на яких функціонують 27 стаціонарних відділень. В структуру входять також 17 лікувально-діагностичних та 14 господарських відділень, обласна консультативна поліклініка, працює пологовий будинок в якому щорічно медичну допомогу отримують близько 500 новонароджених найвищого перинатального ризику з усіх пологових установ м. Львова та області.
Частка обласної лікарні в ліжковому фонді області протягом останнього десятиліття становить 4,5 %, щороку на них лікується близько 6 % від усіх стаціонарних пацієнтів. При цьому, у структурі хірургічної роботи стаціонарів області більш як 16 % оперативних втручань виконується спеціалістами обласної лікарні. Медичну допомогу понад 32 тисячам пацієнтів в рік (близько 18 тисяч хірургічних втручань) надають більш як 500 лікарів та 1000 медичних сестер. Із працівників лікарні 9 лікарів мають звання «Заслужений лікар України», 2 медичні сестри — звання «Заслужений працівник України», 29 кандидатів медичних наук.
У місті Винники розташована Львівська обласна лікарня відновного лікування яка розрахована на 165 ліжок. Вона була заснована за часів Польщі як приватна водолікувальна установа. Вона має відділення у селищі Східниця де лікування проводиться за допомогою води «Нафтуся».
На вулиці Лисенка, 31 знаходиться один з найбільших педіатричних закладів області — Львівська обласна дитяча клінічна лікарня «ОХМАТДИТ». Її приміщення було збудовано ще у 1927 році, однак дитяча лікарня тут функціонує з 1950 року. Щороку в стінах стаціонару та консультативної поліклініки КЗ ЛОДКЛ «ОХМАТДИТ» одержує медичну допомогу майже 65 тисяч дітей області. У лікарні функціонує 19 відділень. Протягом року тут проводиться 3 тисячі операцій. Спеціалісти КЗ ЛОДКЛ «ОХМАТДИТ» співпрацюють із науковими та лікувальними закладами багатьох країн світу: Польщі, Австрії, США, Данії.
У Личаківському районі знаходиться також Львівський обласний клінічний діагностичний центр. Хоча це відносно молодий медичний заклад — він заснований у 1988 році це є найбільший діагностичний центр області, який надає консультативно-діагностичну допомогу всім мешканцям міста Львова та Львівської області, особливо мешканцям сільських районів. Щорічно його відвідує 150—160 тисяч пацієнтів, робиться 90 000 аналізів.
Також на території району знаходиться Львівський обласний ендокринологічний диспансер який має поліклінічне відділення та два стаціонарних на 100 ліжок з виділеними 20 дитячими ліжками.
На вулиці Коциловського, 30 працює Львівський обласний клінічний психоневрологічний диспансер а у місті Винники Львівський обласний госпіталь інвалідів війни та репресованих імені Ю. Липи.

### Медичні заклади підпорядкованіЛьвівській міській раді
На вулиці Мечнікова, 8 знаходиться міський комунальний клінічний пологовий будинок N1. Це установа з 30-річною історією. За 30 років у пологовому будинку народилося 90137 дітей, серед них 1708 двійнят і 379 трійнят. Він розрахований на 180 ліжок.

Також в районі знаходиться Комунальна 6-та міська поліклініка на вулиці Медової Печери, 1 яка має відділення у Винниках та два дитячих відділення, жіночу консультацію.

### Відомчі медичні заклади
На вулиці Личаківській знаходиться два медичні заклади, які підпорядковані силовим структурам — на Личаківській, 26 знаходиться Центральний військовий клінічний госпіталь ЗахОК. А на Личаківській, 74 — окружний госпіталь прикордонних військ. У ньому працює 10 лікувально-діагностичних відділень.

### Інші медичні заклади
Окрім згаданих вище медичних закладів в районі працює чимало спеціалізованих клінік, медичних центрів, допоміжних медичних установ — як державної, так і комунальної, відомчої та приватної форми власності. Зокрема тут знаходиться Обласний медичний інформаційно-аналітичний центр на вулиці Лисенка, 45 знаходиться КЗ «Львівський обласний центр з профілактики та боротьби із СНІДом»,
Львівський обласний центр репродуктивного здоров'я населення,
Львівське обласне патологоанатомічне бюро
а також бюро судово-медичної експертизи

## Рельєф

### Львівське плато (Давидівське пасмо)
Личаківський район знаходиться в горбистій місцевості Львівського плато (Давидівське пасмо), через який проходить Великий Європейський вододіл. Зокрема тут знаходиться горб Личаківського цвинтаря (359 метрів над рівнем моря), між вулицями Пекарською та Костя Левицького — Шуманівка (321 метр над рівнем моря). На захід від Кривчиць височіє гора Хомець — унікальна пам'ятка природи з залишками реліктового лугостепу. Будинок Охматдиту на вулиці Лисенка

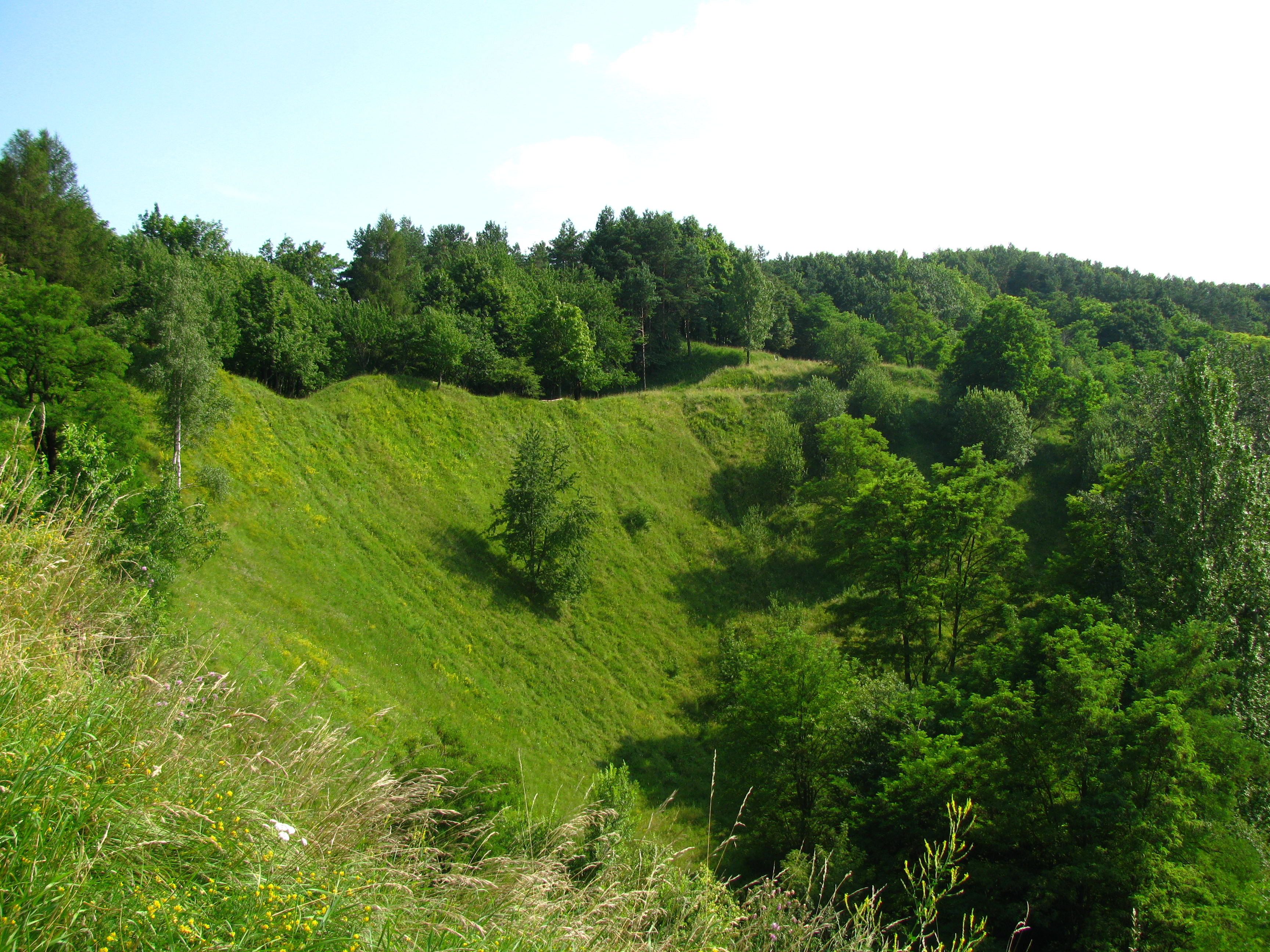
3456 × 2592 пікселів, розмір файлу: 5,19 МБ

знаходиться під Змієвою горою, яку ще називають Вовчою. Також пагорби знаходяться на Знесінні. На захід від Змієвої гори простягаються узгір'я Кайзервальду, який періодично вирубували для опалення під час воєн, а потім знову засаджували новими деревами.
Найвища точка розташована тут на висоті 377 м над рівнем моря. Колись ці горби називали Кам'яними горами, бо на їх схилах було багато каменоломень та піщаних кар'єрів.
Давидівське пасмо являє собою ніби південно-східне продовження Розточчя і має такі характерні ознаки: 
а) різка асиметричність схилів; північно-східний схил утворює уступ, що круто спускається до Грядового Побужжя, тоді як південно-західний схил непомітно переходить у Львівське Опілля;
б) значні висоти, які перевищують місцями 400 м над рівнем моря;
в) значна лісистість, особливо північно-східного крутого схилу, з поширенням сосново-дубово-букових лісів на сіро-лісових ґрунтах.
Дискусійним є питання щодо виділення меж Давидівського пасма. Професор І. Бурачинський (Польща) і ряд львівських вчених (О. Федірко, В. Брусак та ін.) пропонують відносити розширену північну частину Давидівського пасма до Розточчя. Сюди входять останцевий горб — Високий Замок у Львові, височина Знесіння, Винниківський ліс з Чортовими Скелями і Медовою Печерою. Професор К. І. Геренчук (1972 р.) виділяє Давидівське пасмо в окремий однойменний природний район у групі горбогірно-лісових ландшафтів, для яких характерно глибоке розчленування поверхні, значні абсолютні висоти (350—400 м), малопотужний покрив лесових суглинків і значне поширення широколистяних лісів. Давидівське пасмо місцями сильно розчленоване сучасними і давніми долинами, завдяки чому в межах Львова утворилися відокремлені масиви, такі як Кортумова, Княжа та Піскова гори, Знесіння.

### Чотові скелі
Входять до складу Львівського плато — група скель, а також пагорб і пам'ятка природи місцевого значення. Розташовані біля південної околиці села Лисиничів (Пустомитівський район, Львівська область), між містами Львовом та Винниками, в межах Винниківського лісопарку.
Скелі розташовані на вершині залісненого пагорба (висота 414 м над р. м.) і на його північних схилах, які крутими уступами обриваються в бік села Лисиничів. Максимальна висота скель — до 20 м. Складені з твердих міоценових пісковиків. Центральна скеля, що розташована на самій вершині пагорба, невисока, при своєму підніжжі має невеликий грот (очевидно рукотворний). Деякі інші скелі використовуються альпіністами для тренувань.

## Парки
На території Личаківського району знаходиться чимало парків та ботанічних садів які є не лише улюбленим місцем відпочинку містян, а й мають статус пам'яток садово-паркового мистецтва. Винниківський лісопарк (або Майорівський лісопарк) — лісовий масив на території, підпорядкованої Львівській міській раді. Площа лісопарку 2799 га. Простягається від Майорівки до меж міста Винників. У ландшафтному плані Винниківський лісопарк розташований на пагорбах Львівського плато, і межує на півночі з Малим Поліссям, а на півдні — з Львівським Опіллям. Основу лісу становлять насадження сосни і бука. Винниківський лісопарк популярний серед любителів велосипедного спорту.
На основі лісопарку в 1984 р. було створено лісовий заказник, загальною площею 848 га. Охороняються цінні дубові насадження з мальовничими ландшафтами.
Один з найпопулярніших львівських парків — регіональний ландшафтний парк «Знесіння». Його площа становить 312,1 га, разом з охоронною зоною 785.71 гектари, він розташований лише за 20 хвилин пішої ходи від центру міста. 2 грудня 1993 року згідно з Ухвалою Львівської обласної ради став об'єктом природно-заповідного фонду України. Створений для збереження та відновлення унікального природно-історичного комплексу гряди Знесіння і прилеглих територій давніх поселень — Знесіння і Кривчиці. Парк розташований на лісистому узгір'ї Львівського плато; його основна частина розташована в місцевості Кайзервальд. На території парку розташований музей народної архітектури та побуту «Шевченківський гай».
Статус пам'ятки садово-паркового мистецтва має і Личаківський парк, який розташовано на розу Личаківської та Пасічної. Його площа становить 12,36 га а створено його у 1894 році за участю відомого паркового архітектора А. Рьорінга.
У 1821 році було закладено парк «Погулянка», зараз це одне з улюблене місць для пікніків.

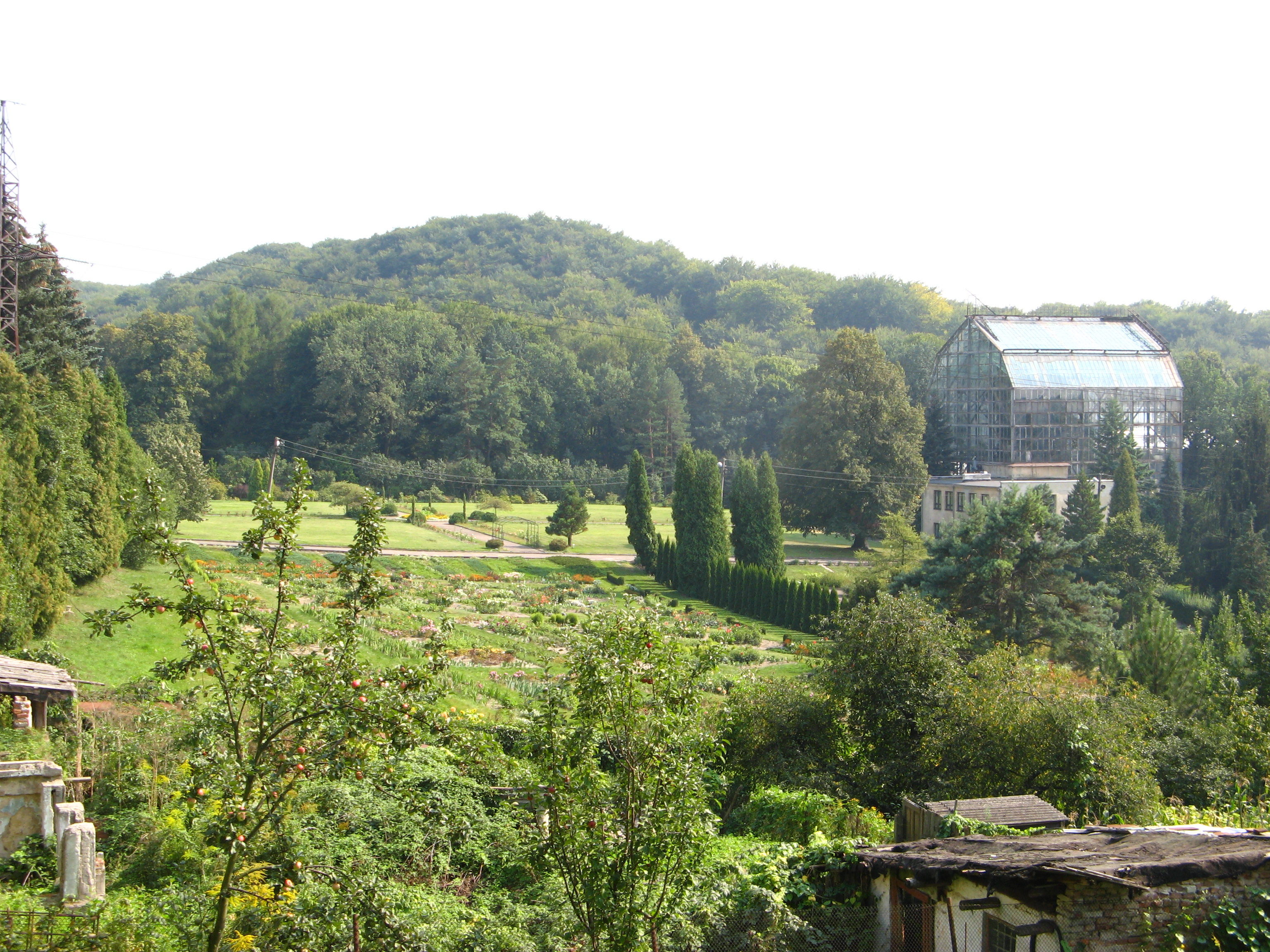
3072 × 2304 пікселів, розмір файлу: 3,78 МБ

На вулиці Марка Черемшини, 44 розташовано Ботанічний сад Львівського національного університету імені Івана Франка. Зараз це навчальна та науково-дослідна установа при Львівському університеті яка має статус природно-заповідного фонду загальнодержавного значення. Площа Ботанічного саду, який розташовано на вулиці Марка Черемшини становить 16,5 га., вона відтворює фрагменти рослинності різних біотопів: водойм, боліт, луків, лучних степів, лісостепу, різних типів лісу, рівнин, альпійського і субальпійського поясів Карпат. Його було засновано у 1911 році на основі декоративного саду Цетнерівка.
На території Львівської обласної інфекційної лікарні знаходиться унікальний дендропарк, який названий в честь А. Гураєвського і налічує понад 150 таксонів аборигенних та іноземних деревних рослин. Насадження створюють не лише певний санітарний пояс між лікарнею і містом, а й милують око і радують кожного, хто завітає сюди.

## Водойми
Велика кількість зелених зон у Личаківському районі доповнюється значною кількістю невеликих ставків та озер. Найбільшим з-поміж них є Винниківське озеро. Розміщено по дорозі до Винник на відстані 8 км від центра м. Львова у південно-східній частині та 2 км від східного краю міста.
Озеро знаходиться в долині р. Марунька серед лісових масивів, що сприятливо впливає на рекреаційне освоєння озера. Озеро протічне, що сприяє самоочищенню води. Довжина озера становить 440 м, ширина 380 м, загальна площа 6.9 га, глибина озера біля дамби 5 м. Ширина пляжної зони до 50 м.

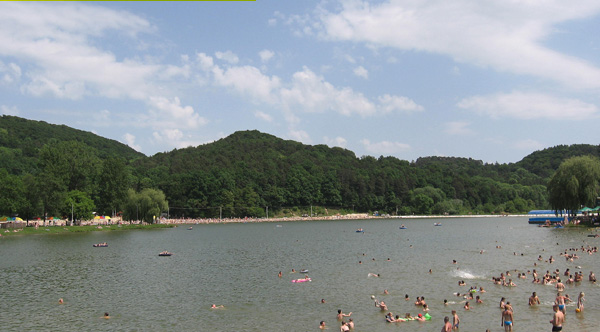
600 × 332 пікселів, розмір файлу: 106 КБ

Окрім того у Винниках знаходиться озеро «Електрон», площа якого становить 0,13 гектари. Невеличке озерце, площею 0,01 гектара є у парку «Знесіння», натомість у парку «Погулянка» розташовано цілий каскад із трьох ставків, загальною площею 0,01 гектари. Природно-декоративний ставок площею 0,15 гектари розташовано у Ботанічному саду Львівського університету, свій ставок площею 0,2 гектари має Академія ветеринарної медицини. Невеликий ставок площею 0,08 гектарів розташовано на вулиці Голубця у Винниках, у цьому ж місті на вулиці Базарній, 6 розташовано природний ставок площею 0,02 гектари, а також на вулиці Забави площею всього лиш 0,001 га.
На початку парку «Погулянка» розташовано декоративний ставок 0,05 гектари, який закріплено за Палацом творчості дітей та юнацтва «Галичина». Також на території Музею архітектури і побуту «Шевченківський гай» розташовано ставок, площа якого становить 0,015 гектари.
Невеликий природний ставок (0,01 га) знаходиться на вулиці Лисинецькій. На вулиці Тракт Глинянській знаходиться одразу чотири ставки загальною площею майже 6 гектарів які належать агрофірмі «Провесінь».
На Майорівці знаходиться витік невеличкої (14 кілометрів) річки Марунька, яка належить до басейну Західного Бугу. Площа її басейну — 65 квадратрних кілометрів.

## Транспорт

### Залізничний транспорт

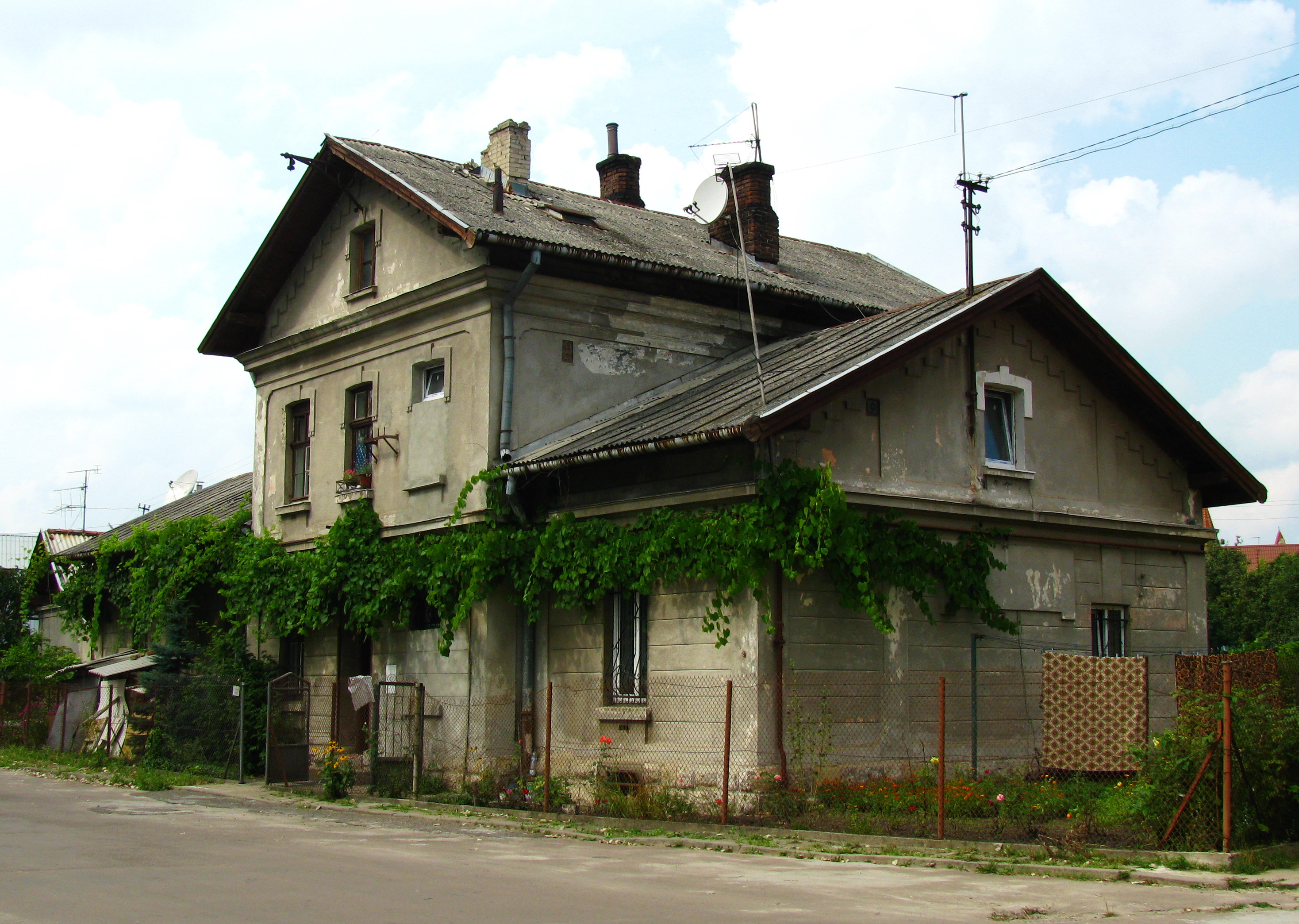
2936 × 2088 пікселів, розмір файлу: 1,84 МБ

На території Личаківського району немає діючих залізничних станцій, однак збереглася залізнична колія Персенківка — Підгайці та приміщення станції «Личаків». Залізничну станцію відкрили у 1909 році. Однак у 1944 році німці підірвали колію на ділянці Винники — Підгайці після чого вона втратила своє значення. Щоправда ще у 1970-х роках по цій колії до Винниківського озера ходили потяги.

### Автостанції
Автостанція на вулиці Личаківській, яка б мала обслуговувати автобуси Золочівського напрямку не функціонує, а самі автобуси та маршрутні таксі відправляються безпосередньо з вулиці Личаківської.

### Автобуси, маршрутні таксі
Личаківський район має розвинуту мережу міських автобусів та маршрутних таксі, яка є частиною загальноміської мережі та дозволяє без пересадок потрапити до більшості ділниць Львова. Також міська маршрутна мережа включає і місто Винники. Автобусне сполучення між Львовом та Винниками здійснюєте за внутрішньольвівським тарифом.

### Трамвай
У 1895 році почався рух трамваїв по вулиці Личаківській — до Личаківської рогачки та до Личаківського цвинтаря, з тих пір трамвайна мережа тут зазнала лише незначних змін. Від 1914 до 1940 року трамвай ходив від Личаківської рогачки до станції Личаків. У 1969 році було зроблено розворот трамваю на початку вулиці Пасічної, і у 1988 році трамвайну лінію від Личаківського цвинтаря було продовжено на Погулянку.

### Тролейбус
У 1966 році тролейбусну лінію було прокладено по вулиці Зеленій, яка є адміністративною межею Личаківського району

## Ринки, торгівля
На території Личаківського району знаходяться торговельні центри «Метро»(на Південній Майорівці) та «Епіцентр»(біля АС-2), також у Личаківському районі знаходиться загальноміський радіоринок(біля АС-2) та загальноміський авторинок(у Кривчицях). Ринкова торгівля представлена в основному невеликим Винниківським ринком, який знаходиться на вулиці Личаківський. В основному там торгують продовольчими товарами.
Однак на території Личаківського району знаходиться найбільший у Львові авторинок вживаних автомобілів «Авторинок у Кривчицях». Його було закладено у 2000 році. На його території може розміститись водночас кілька сотень автомобілів.

## Промисловість
У порівнянні з іншими районами Львова у Личаківському немає такої значної кількості великих підприємств, переважно тут сконцентровані підприємства харчової промисловості. Одним з найбільших підприємств району свого часу була Львівська тютюнова фабрика яка розташована у Винниках. Заснована вона ще у 1779 році що робить її одним з найстарших підприємств Львова. Для Винник вона була містоутворюючим підприємством, у 1980-х роках тут вироблялось до 14 млрд штук сигарет. У 1998 році устаткування було перевезено до Кременчука, а відновити виробництво на підприємстві вдалось лише з 1 лютого 2007 року.
Також на території району працює колишня Львівська овочева фабрика, яка зараз відома як агрофірма «Провесінь» — виробник ранніх овочів.
На вулиці Личаківській, недалеко від виїзду з міста знаходяться виробничі потужності ПрАТ «Компанія Ензим» — найбільшого в Україні виробника дріжджів. Компанія не лише контролює більшу частину українського ринку дріжджів, а й постачає цей продукт за кордон, де має так само відчутну частку на ринку хлібопекарської продукції у Європі, передусім у Болгарії, Чехії, а також більш ніж у 10 інших країн Європи.

## Державні установи та органи місцевого самоврядування
На вулиці Винниченка 14-16-18 знаходиться комплекс будівель в яких розташовані Львівська обласна рада та Львівська обласна державна адміністрація. Його було збудовано у 1821 (N14 та 16) та 1870—1878 (N18) рр. як палац губернаторів та будинок Галицького намісництва. З 1940 по 1991 рік тут знаходився обласний комітет КПРС. Всі три будинки є пам'ятками архітектури.

## Світлини

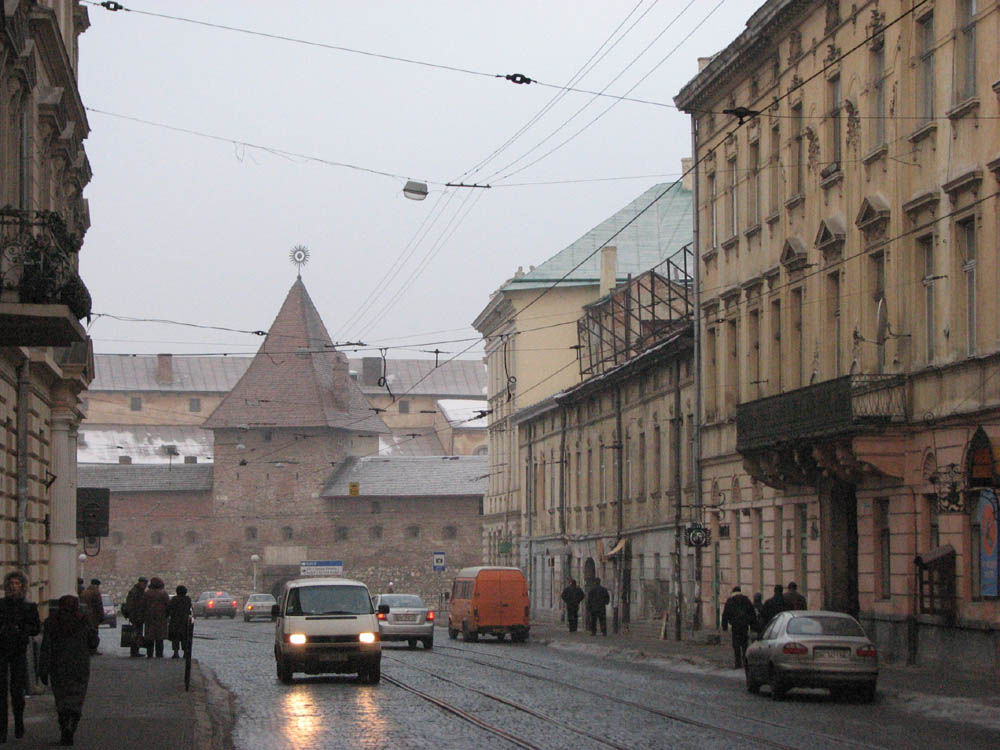
Початок вулиці Личаківської

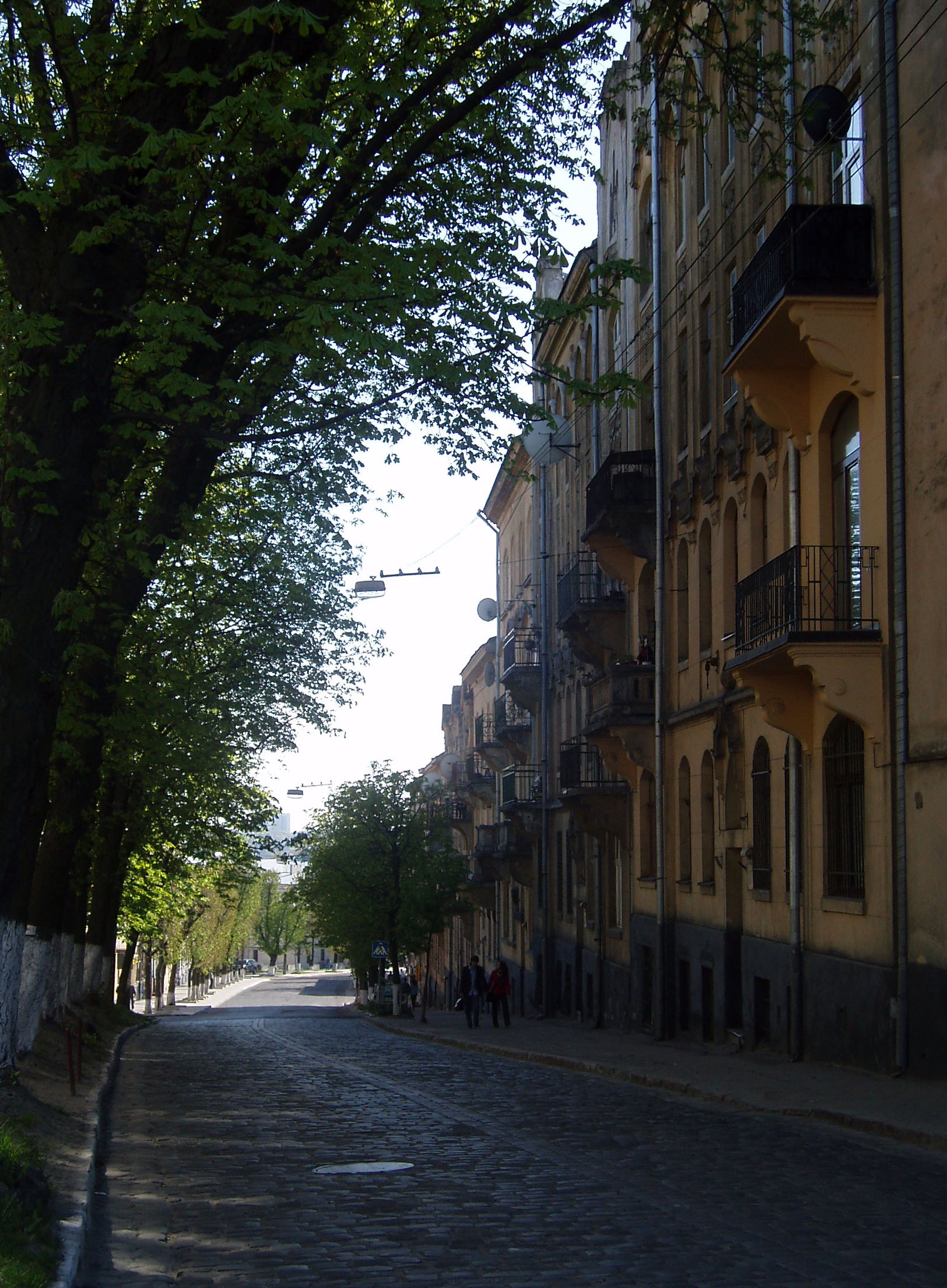
Вулиця Максима Кривоноса

2236 × 1677 пікселів, розмір файлу: 435 КБ

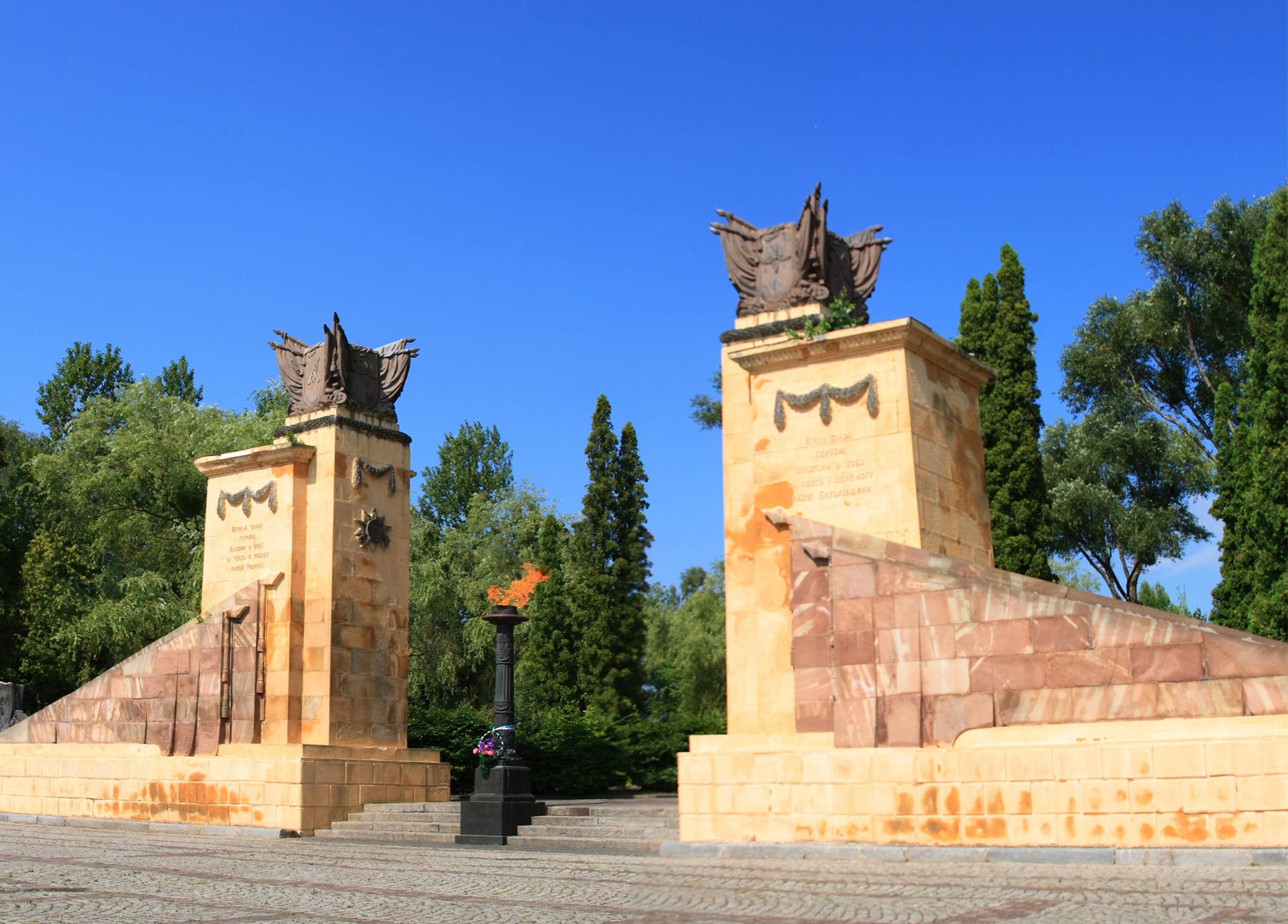
2136 × 1533 пікселів, розмір файлу: 2,03 МБ

1583 × 2110 пікселів, розмір файлу: 319 КБ

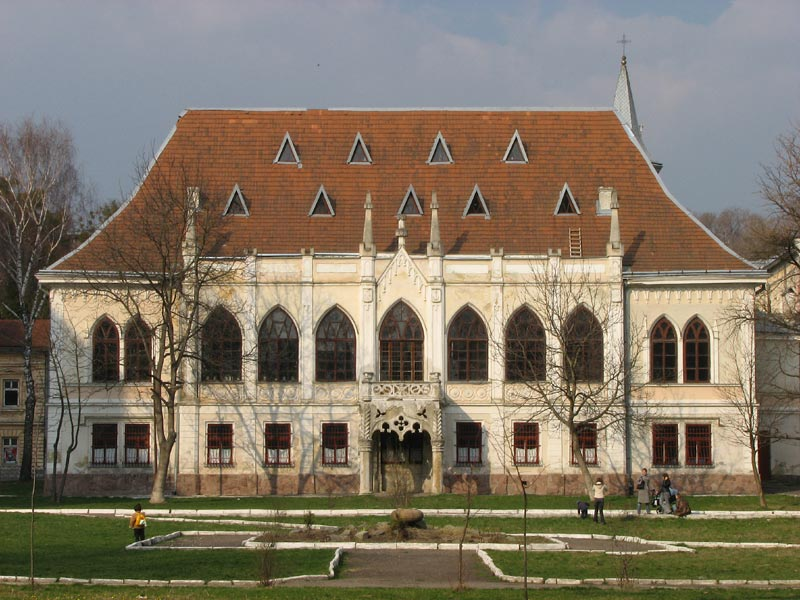
Палац Туркулів-Комелло на вулиці Пекарській